# Integral de Riemann
No ramo da matemática conhecido como análise real, a integral de Riemann, criada por Bernhard Riemann, foi a primeira definição rigorosa de uma integral de uma função em um intervalo. Embora a integral de Riemann seja inadequada para muitos propósitos teóricos, é uma das definições mais simples de integral. Algumas deficiências desta técnica podem ser contornadas pela integral de Riemann-Stieltjes, e a maioria delas desaparece na integral de Lebesgue.

## Visão geral

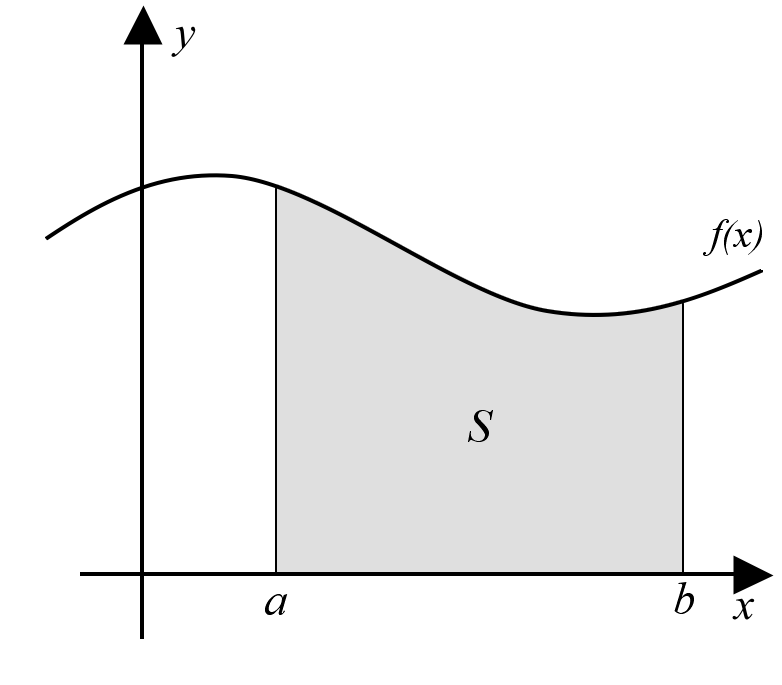
Figura 1: Definição de integral como área sob uma curva

Uma soma de Riemann. O número na parte superior representa a soma das áreas dos retângulos azuis. O valor converge para o integral da função.

Seja {\displaystyle f(x)} uma função não negativa válida para os números reais do intervalo {\displaystyle [a,b]}, e seja {\displaystyle S=\{(x,y);0<y<f(x)\}} uma região do plano sob a função {\displaystyle f(x)} e acima do intervalo {\displaystyle [a,b]} (ver a figura 1). O interesse é medir a área de {\displaystyle S}. Uma vez realizada esta medição, esta é denotada por:
{\displaystyle \int \limits _{a}^{b}f(x)\,{\text{d}}x\,.}
A ideia básica de integral de Riemann é muito simples de usar e não deixa ambiguidade para a área de {\displaystyle S}. Para uma aproximação cada vez melhor, é dito que "no limite" é obtida exatamente a área de {\displaystyle S} sob a curva.
Onde {\displaystyle f} pode ser positivo e negativo, a integral corresponde à "área com sinal"; isto é, a área acima do eixo {\displaystyle x} é positiva e a área abaixo do eixo {\displaystyle x} é negativa.

## Definição da integral de Riemann

### Partições de um intervalo
Uma partição de um intervalo {\displaystyle [a,b]} é uma sequência finita {\displaystyle a=x_{0}<x_{1}<x_{2}<\ldots <x_{n}=b}. Cada {\displaystyle [x_{i},x_{i+1}]} é denominado como um sub-intervalo da partição. A malha de uma partição é definida como o comprimento do mais longo sub-intervalo {\displaystyle [x_{i},x_{i+1}]}, isto é, aquele em que {\displaystyle \max(x_{i+1}-x_{i})} onde {\displaystyle 0\leq i\leq n-1}. Isto também é conhecido como norma de partição.
Uma  partição de um intervalo etiquetado é uma partição de um intervalo juntamente com uma sequência finita de números {\displaystyle t_{0},\ldots ,t_{n-1}} sujeito à condição de que para cada {\displaystyle i}, {\displaystyle x_{i}\leq t_{i}\leq x_{i+1}}. Em outras palavras, isto é uma partição juntamente com um ponto distinto para cada sub intervalo. A malha de uma etiqueta é definida da mesma forma que para uma partição ordinária.
Supondo que {\displaystyle x_{0},\ldots ,x_{n}} juntamente com {\displaystyle t_{0},\ldots ,t_{n-1}} são uma partição etiquetada de {\displaystyle [a,b]}, e que {\displaystyle y_{0},\ldots ,y_{m}} juntamente com {\displaystyle s_{0},\ldots ,s_{m-1}} seja uma outra partição etiquetada de {\displaystyle [a,b]}. Podemos dizer que {\displaystyle y_{0},\ldots ,y_{m}} e {\displaystyle s_{0},\ldots ,s_{m-1}} juntas são um refinamento da {\displaystyle x_{0},\ldots ,x_{n}} juntamente com {\displaystyle t_{0},\ldots ,t_{n-1}} se para cada inteiro {\displaystyle i} com {\displaystyle 0\leq i\leq n}, exista um inteiro {\displaystyle r(i)} tal que {\displaystyle x_{i}=y_{r(i)}} e tal que {\displaystyle t_{i}=s_{j}} para algum {\displaystyle j} com {\displaystyle r(i)\leq j\leq r(i+1)}. Falando de uma maneira mais simples, um refinamento de uma partição de etiqueta pega uma partição inicial e adiciona mais etiquetas, mas isto não chega a lugar algum.
Podemos definir uma ordem parcial um subconjunto de todas as etiquetas de partição significando que uma etiqueta de partição é maior do que outra se a maior é um refinamento da menor.

### Soma de Riemann
Escolha uma função válida para números reais {\displaystyle f} a qual se encontra definida no intervalo {\displaystyle [a,b]}.   A Soma de Riemann de {\displaystyle f} com respeito a partição denominada {\displaystyle x_{0},\ldots ,x_{n}} com {\displaystyle t_{0},\ldots ,t_{n-1}} é:
{\displaystyle \sum _{i=0}^{n-1}f(t_{i})(x_{i+1}-x_{i}).}
Cada termo na soma é o produto do valor da função em um ponto dado e o comprimento do intervalo. Consequentemente, cada termo representa  área de um retângulo com a altura {\displaystyle f(t_{i})} e o comprimento {\displaystyle x_{i+1}-x_{i}}.  A soma de Riemann é a área sinalizada de todos os retângulos.

### A integral de Riemann
Grosseiramente falando, a integral de Riemann é o limite da soma de Riemann com uma função de partição que se afine cada vez mais. Contudo, o significado preciso acerca do que significa "cada vez mais fino" é o mais importante.
Um fato importante é que a malha de partição deve ser tornar menor e menor, até que seu limite atinja zero. Se isto não for assim, então não poderemos ter uma boa aproximação para esta função em certos intervalos. De fato, isto é suficientemente bom para definir uma integral. Para ser especifico, nós dizemos que a integral Riemann de {\displaystyle f} se  igualara a {\displaystyle S} se as seguintes condições foram consideradas:
Para todo {\displaystyle \epsilon >0}, onde exista {\displaystyle \delta >0} tal que para qualquer partição etiquetada {\displaystyle x_{0},\ldots ,x_{n}} e {\displaystyle t_{0},\ldots ,t_{n-1}} onde a malha seja menor que {\displaystyle \delta }, nós temos:
{\displaystyle \left|\sum _{i=0}^{n-1}f(t_{i})(x_{i+1}-x_{i})-s\right|<\epsilon .\,}
Contudo, existe um problema desagradável com esta definição: ela é muito difícil para se trabalhar. Então faremos uma definição alternativa para a integral de Riemann a qual seja mais fácil para se trabalhar, então se prova que esta é a mesma definição que a original. Nossa nova definição diz que a integral de Riemann de {\displaystyle f} é igual a {\displaystyle s} se as seguintes condições foram consideradas:
Para todo {\displaystyle \epsilon >0}, existe uma partição etiquetada {\displaystyle x_{0},\ldots ,x_{n}} e {\displaystyle t_{0},\ldots ,t_{n-1}} tal que para qualquer refinamento {\displaystyle y_{0},\ldots ,y_{m}} e {\displaystyle s_{0},\ldots ,s_{m-1}} de {\displaystyle x_{0},\ldots ,x_{n}} e {\displaystyle t_{0},\ldots ,t_{n-1}}, nós teremos
{\displaystyle \left|\sum _{i=0}^{m-1}f(s_{i})(y_{i+1}-y_{i})-s\right|<\epsilon .\,}
Ambos eventualmente significam, a soma de Riemann de {\displaystyle f} com respeito para qualquer partição que seja selecionada que leve a se aproximar de  {\displaystyle s}.  Desde que isto seja verdade, não importa a proximidade que necessitamos que esta soma ira assumir, nós diremos que a soma Riemann convergira para {\displaystyle s}.  Esta definição é sempre um caso especial de um conceito mais geral, uma rede.
Como nos estabelecemos antes, estas duas definições são equivalentes. Em outras palavras, {\displaystyle s} funciona na sua primeira definição se e somente se {\displaystyle s} funciona na sua segunda definição. Para mostrar que a primeira definição implica a segunda, iniciamos com um {\displaystyle \epsilon }, e escolhemos um {\displaystyle \delta } que satisfaça a condição. Escolha qualquer partição etiquetada onde a malha é menor que {\displaystyle \delta }.  Esta soma Riemann é em dentro {\displaystyle \epsilon } de {\displaystyle s}, e qualquer refinamento desta partição ira também ter uma grade menor que {\displaystyle \delta }, então a soma de Riemann dos refinamentos ira também estar em {\displaystyle \epsilon } de {\displaystyle s}. Para mostrar que a segunda definição implica a primeira, isto é facilitado com uso da integral de Darboux.  Primeiro mostraremos que a segunda é equivalente a definição da integral de Darboux, para isto veja a integral. Agora nós iremos mostrar que a função de integração de Darboux satisfaz a primeira definição. Escolha a partição {\displaystyle x_{0},\ldots ,x_{n}} tal que o limite inferior e superior da soma de Darboux com respeito a esta partição esteja em dentro  {\displaystyle {\frac {\epsilon }{2}}} do valor {\displaystyle s} da integral de Darboux. Seja {\displaystyle r} igual {\displaystyle \max _{0\,\leqslant \,i\,\leqslant \,n-1}M_{i}-m_{i}}, onde {\displaystyle M_{i}} e {\displaystyle m_{i}}  são o supremum e infimum, respectivamente, de {\displaystyle f} em {\displaystyle [x_{i},x_{i+1}]}, e sendo {\displaystyle \delta } menor que {\displaystyle {\frac {\epsilon }{2rn}}} e {\displaystyle \min _{0\,\leqslant \,i\,\leqslant \,n-1}x_{i+1}-x_{i}}.   Então não é difícil de mostrar que a soma de Riemann de {\displaystyle f} com respeito de qualquer partição etiquetada da grade menor que {\displaystyle \delta } ira estar em dentro de {\displaystyle {\frac {\epsilon }{2}}} da maior ou menor soma de Darboux, então isto estará em dentro de {\displaystyle \epsilon } de {\displaystyle s}.